# Anstalten Skogome
Anstalten Skogome eller Skogomeanstalten är en sluten anstalt belägen i stadsdelen Skogome på Hisingen cirka 10 km nordväst om centrala Göteborg. Anstalten är landets största anstalt för sexualbrottslingar, med 179 platser i säkerhetsklass 2 och 20 platser i säkerhetsklass 3. Anstalten öppnades 1957 som ett häkte men ändrades samma år till anstalt.
På Skogome arbetar man med den så kallade ROS-metoden, ett program utvecklat för sexualbrottsdömda män. Den intagne måste genomgå gruppbehandling samt enskild behandling tillsammans med psykolog. Oavsett hur väl den intagne svarar på behandlingen måste han dock ändå avtjäna sitt straff på anstalten.
Anstalten Skogome hade ett häkte på 35 platser under tiden rättscentrum inne i centrala Göteborg byggdes och det nya häktet där blev färdigt. I dag bedrivs ingen häktesverksamhet på  anstaltsområdet. På anstalten finns sedan 2015 en psykiatrisk omvårdsavdelning med 18 platser i säkerhetsklass 2.

## Kända fångar
- Örebromannen
- Hagamannen
- Tito Beltrán
- Jean Claude Arnault[4]